# Барнс (Канзас)
Барнс (англ. Barnes) — місто (англ. city) в США, в окрузі Вашингтон штату Канзас. Населення — 165 осіб (2020).

## Географія
Барнс розташований за координатами 39°42′42″ пн. ш. 96°52′23″ зх. д. / 39.71167° пн. ш. 96.87306° зх. д. (39.711736, -96.873105).  За даними Бюро перепису населення США в 2010 році місто мало площу 0,46 км², з яких 0,45 км² — суходіл та 0,02 км² — водойми.

## Демографія
Згідно з переписом 2010 року, у місті мешкало 159 осіб у 71 домогосподарстві у складі 45 родин. Густота населення становила 342 особи/км².  Було 89 помешкань (191/км²).
Расовий склад населення:
| - 95,0 % — білих - 1,3 % — корінних американців - 3,8 % — осіб інших рас |

До двох чи більше рас належало 0,0 %. Частка іспаномовних становила 5,0 % від усіх жителів.
За віковим діапазоном населення розподілялося таким чином: 23,9 % — особи молодші 18 років, 54,7 % — особи у віці 18—64 років, 21,4 % — особи у віці 65 років та старші. Медіана віку мешканця становила 44,2 року. На 100 осіб жіночої статі у місті припадало 109,2 чоловіків;  на 100 жінок у віці від 18 років та старших — 92,1 чоловіків також старших 18 років.
Середній дохід на одне домашнє господарство  становив 38 557 доларів США (медіана — 21 875), а середній дохід на одну сім'ю — 47 515 доларів (медіана — 32 500). Медіана доходів становила 30 625 доларів для чоловіків та 27 188 доларів для жінок. За межею бідності перебувало 30,8 % осіб, у тому числі 60,0 % дітей у віці до 18 років та 22,6 % осіб у віці 65 років та старших.
Цивільне працевлаштоване населення становило 46 осіб. Основні галузі зайнятості: виробництво — 28,3 %, освіта, охорона здоров'я та соціальна допомога — 17,4 %, будівництво — 10,9 %, транспорт — 8,7 %.